# تشارلز هنري فورد
تشارلز هنري فورد (بالإنجليزية: Charles Henri Ford)‏ (10 فبراير 1913، بروكهافن في الولايات المتحدة - 27 سبتمبر 2002، نيويورك في الولايات المتحدة)؛ فنان، مخرج أفلام، كاتب، شاعر، رسام، مصور وروائي أمريكي.

## روابط خارجية
- تشارلز هنري فورد على موقع IMDb (الإنجليزية)
- تشارلز هنري فورد على موقع قاعدة بيانات الفيلم (الإنجليزية)
- تشارلز هنري فورد على موقع كينوبويسك (الروسية)